# Caught Stealing
Caught Stealing ist ein Thriller von Darren Aronofsky. Der in den 1990er Jahren in New York City spielende Kriminalfilm mit Liev Schreiber, Austin Butler und Zoë Kravitz  in den Hauptrollen basiert auf einem Buch / einer Buchreihe von Charlie Huston. Ende August 2025 soll Caught Stealing in die US-amerikanischen und deutschen Kinos kommen.

## Handlung
In der Lower East Side der 1990er Jahre. Hank Thompson war in seiner Zeit an der Highschool ein vielversprechender Baseballspieler. Heute arbeitet der Alkoholiker als Barkeeper. Als Hank ein paar Tage auf die Katze seines Nachbarn, des Punkrockers Russ, aufpassen soll, findet er sich unvermittelt in kriminelle Geschäfte in der New Yorker Unterwelt verstrickt.

## Produktion

### Vorlage, Filmstab und Besetzung

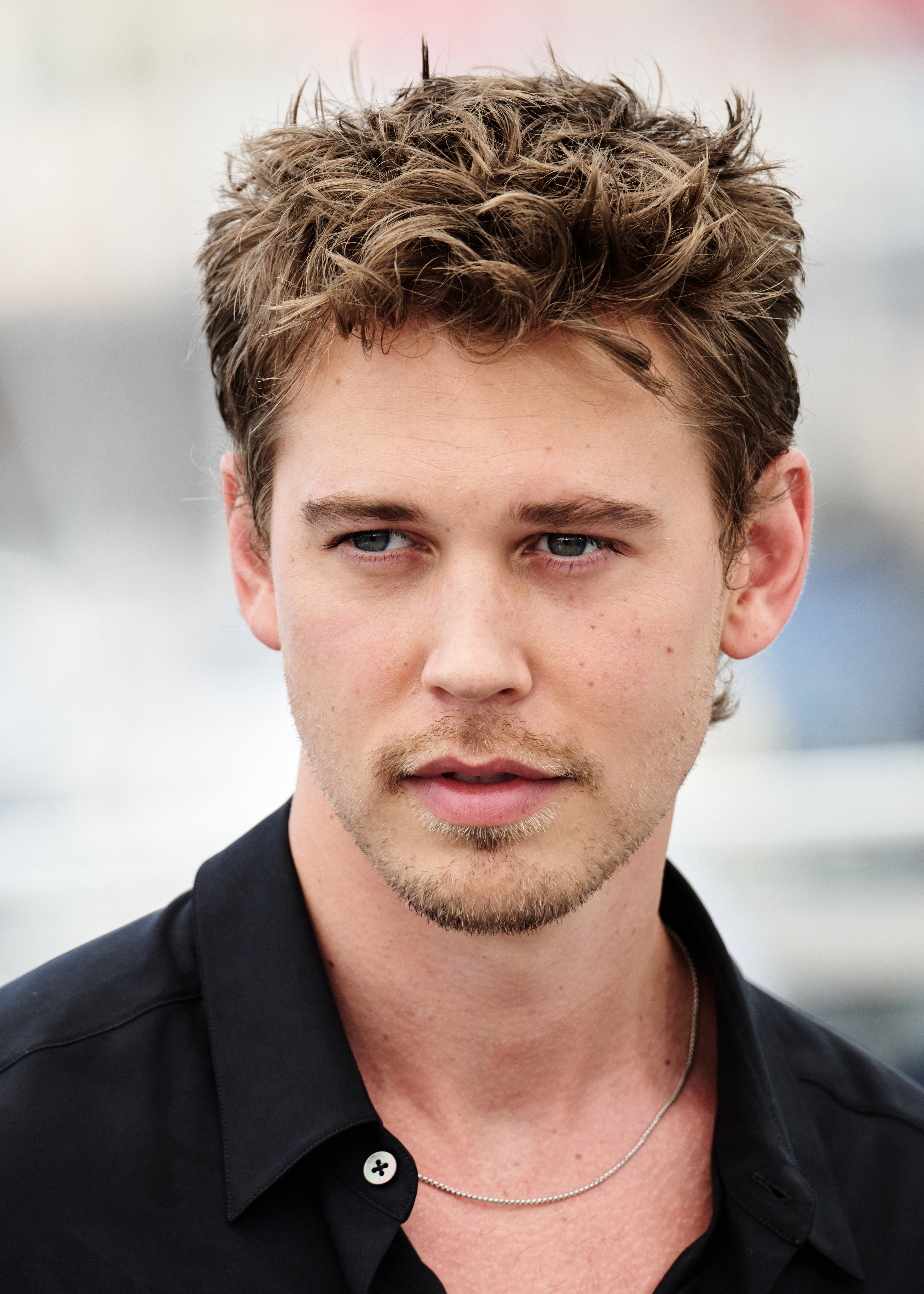
Austin Butler spielt den ehemaligen Highschool-Baseballstar Hank Thompson

Der Film basiert auf dem Roman Caught Stealing beziehungsweise der Buchreihe von Charlie Huston. Regie führte Darren Aronofsky. Es handelt sich um seinen neunten Spielfilm. Huston schrieb das auf seinem Roman basierende Drehbuch.
Austin Butler, bekannt für seine Darstellung des Musikers Elvis Presley im Biopic Elvis und aus Filmen wie Once Upon a Time in Hollywood, The Bikeriders und Dune: Part Two, spielt den ausgebrannten ehemaligen Baseballspieler Hank Thompson. Weitere Haupt- und Nebenrollen besetzte Aronofsky mit Liev Schreiber als Lipa, Zoë Kravitz als Hanks Freundin Yvonne, Matt Smith als sein Nachbar Russ, Regina King, Vincent D’Onofrio, Bad Bunny, D’Pharaoh Woon-A-Tai und Griffin Dunne. Schreiber und Kravitz standen zuletzt für Spider-Man: A New Universe gemeinsam vor der Kamera.

### Szenenbild und Dreharbeiten
Das Szenenbild gestaltete Emmy-Preisträger Mark Friedberg, der in der Vergangenheit für Filme wie Joker und die Fortsetzung Joker: Folie à Deux, die Miniserie The Underground Railroad und das Filmdrama Beale Street tätig war. Aronofsky arbeitete mit ihm bereits für The Whale zusammen.
Die Dreharbeiten fanden zwischen Anfang September und Ende November 2024 in New York City statt. Als Kameramann fungierte Matthew Libatique, zu dessen letzten Arbeiten Birds of Prey: The Emancipation of Harley Quinn, Maestro und Highest 2 Lowest gehören. Mit ihm arbeitete Aronofsky bereits in acht von neun Regiearbeiten, zuletzt in The Whale zusammen.

### Filmmusik, Marketing und Veröffentlichung
Die Filmmusik komponierte wie bei The Whale Rob Simonsen. Mit Rabbit Run veröffentlichte Protozoa & Partisan Records Ende Juli 2025 den ersten Song aus dem Film. Dieser wurde von Joe Talbot und Mark Bowen geschrieben und von der Post-Punk-Band Idles performt. Das komplette, 16 Musikstücke umfassende Soundtrack-Album mit weiteren Songs von Idles und Stücken der Filmmusik von Komponist Simonsen soll zum US-Kinostart von Pertoza Records als Download veröffentlicht werden.
Der erste Trailer wurde im Mai 2025 vorgestellt. Der Kinostart des Films in Deutschland ist am 28. August 2025 geplant. Am darauffolgenden Tag soll Caught Stealing in die US-Kinos kommen. Dort erhielt der Film  ein R-Rating, was einer Freigabe ab 17 Jahren entspricht.